# Церква
Церква (болг. Църква) — село в Болгарии. Находится в Добричской области, входит в общину Балчик. Население составляет 338 человек.

## Политическая ситуация
В местном кметстве Церква, в состав которого входит Церква, должность кмета (старосты) исполняет Ради Атанасов Радев (Болгарская социалистическая партия (БСП)) по результатам выборов правления кметства.
Кмет (мэр) общины Балчик — Николай Добрев Ангелов (независимый) по результатам выборов в правление общины.